# El Eco de Igualada
El Eco de Igualada va ser el primer periòdic que es va publicar amb continuïtat a Igualada durant el segle xix. Va sortir en dues etapes: 1863-1866 i 1868-1869.

## La fundació deEl Eco de Igualada
A la segona meitat del segle xix, Igualada tenia tres factors en contra per modernitzar-se: el poc cabal del riu per aprofitar l'energia hidràulica, l’allunyament de la costa i la manca de ferrocarril. L'estancament tecnològic va abocar la indústria cotonera a una crisi important, que va sumir la població en una llarga decadència i la ciutat va experimentar una davallada econòmica i una forta emigració, que li va fer perdre 3.000 habitants en sis anys. Hi havia conflictes socials, un atur elevat i misèria en les famílies treballadores, moltes de les quals havien de viure de la beneficència. Els enfrontaments entre industrials i treballadors eren molt durs i alguns empresaris van marxar de la ciutat per instal·lar-se a Barcelona. L'anarquisme va prendre protagonisme a la ciutat i les vagues van sovintejar. A més, l’any 1865 va haver-hi una epidèmia de còlera que va causar 149 morts. L’any 1868, al malestar social s'hi van sumar els aldarulls polítics i l’any 1872 va començar la tercera guerra carlina, amb un fort impacte a la població. Al mateix temps, que es vivia aquesta època de crisi, va començar a Catalunya un moviment de desvetllament cultural i científic representat per la Renaixença, que va influir els cercles més intel·lectuals de la comarca i un grup de persones interessades en el progrés de la ciutat, encoratjades per Pere Bosch i Soldevila, l’apotecari sord, van animar-se a publicar un setmanari.

## Descripció
El periòdic tenia quatre pàgines, estava escrit en castellà, sortia cada dimarts i cada exemplar costava 12 cèntims. S'imprimia al taller dels Abadal, la primera impremta estable de la ciutat, que aleshores estava a càrrec d’Elisabet Casalius, vídua del fundador, i els seus fills.
El Eco de Igualada es va començar a publicar el dia 6 de gener de 1863 i en van arribar a sortir 159 números, l’últim dels quals el 6 de gener de 1866. O sigui que va durar tres anys exactament. Es va tornar a publicar en una segona època, des del 15 de novembre de 1868 fins al 15 de maig de 1869, amb un total de 27 números.

## Continguts
Poc abans d’iniciar la publicació, els impulsors del projecte van editar un full volant explicant els seus propòsits. El Prospecto que va precedir la sortida del periòdic diu textualment: “La industriosa villa de Igualada se halla amenazada, por causas de todos conocidas, de descender de la categoría en que se hallaba. Manifestar estas causa, hacer que sean del dominio general, es el objetivo que nos proponemos al publicar este periódico...”. El Eco de Igualada estava estructurat en quatre parts:
1. Articles de reflexió
2. Notícies locals
3. Disposicions i notícies d'altres periòdics d’àmbit més general
4. Anuncis
La gent d’El Eco de Igualada van impulsar també la creació de l'Ateneu Igualadí de la Classe Obrera i van emprendre una campanya per defensar la construcció d’una línia de ferrocarril fins a Sant Sadurní d’Anoia que hauria d’entroncar amb la de la costa Barcelona-Tarragona. Es va arribar a posar la primera pedra de les obres, tot cantant l’himne El Carril, amb lletra de Pere Bosch i música del mestre Joan Pont. L'empresa, però, no va anar endavant.
En començar la segona etapa, en l’article “Nuestra conducta” afirmen que el periòdic “no reconoce ni reconocerá nunca bandería ni color político alguno... se ocupará única i esclusivamente de aquellas cuestiones que directa ó indirectamente tiendan al fomento de los intereses morales y materiales de esta importante población...”.

## Redactors i col·laboradors
Els col·laboradors del periòdic eren assistents habituals a les tertúlies que es feien a la rebotiga de Pere Bosch i Soldevila, que acollien les persones més progressistes i intel·lectuals de la ciutat. Al segle xix -i més en periòdics locals-, molts articles sortien sense signar o bé amb pseudònims, però s'han localitzat un seguit de persones vinculades a la publicació.
En la primera etapa, consten com a editors: Joan Rosich Ribera (núm. 1-65), Miquel Madueño (núm. 66-146) i Ramon Closa Planell (147-159). El director va ser sempre Pere Bosch i Soldevila i entre els redactors i col·laboradors hi havia: el P. Mariano Ferrer, Jaume Gomis Galtés, el mestre Antoni Canals, Joan Prat, Josep Moga i la seva esposa la poetessa Joaquima Hernández, Carles de Riera, Bonaventura Martí i els advocats Miquel Bertran Gabarró i Timoteu i Eduard M. Coll, que eren germans.
En la segona etapa, els articles editorials sovint els signava Pedro Mr. García, que probablement n’era el director.

## Localització
Biblioteca Central d’Igualada. Plaça de Cal Font, 1. 08700 Igualada